# Jacob Vargas
Jacob Vargas (Michoacán, México; 18 de agosto de 1971) es un actor mexicano de cine y televisión que ha realizado la mayor parte de su carrera en Estados Unidos.

## Biografía
Vargas nació en Michoacán, México y se crio en Los Ángeles, California. Fue criado en una devota familia católica. Asistió a la escuela Secundaria de San Fernando en San Fernando, California.
El actor ha logrado desarrollar una exitosa carrera en Hollywood, teniendo en su haber más de 90 películas y programas de televisión.

## Carrera
- Hunter (1986) - Emilio Morales
- The Children of Times Square (1986) - Alberto
- Miracle of the Heart: A Boys Town Story (1986) - Enrique Mendoza
- Last Resort (1986) - Carlos
- Walt Disney's Wonderful World of Color (1986) - Estudiante #2
- Ernest Goes to Camp (1987) - Butch "Bubba" Vargas
- The Principal (1987) - Arturo Diego
- El show de Tracey Ullman (1987) - Gerente de venta de tacos
- Little Nikita (1988) - Miguel
- Hard Time on Planet Earth (1989) - Billy
- Crack House (1989) - Danny
- The Big One: The Great Los Angeles Earthquake (1990) - Miguel
- The New Adam-12 (1991) - Collins
- Never Forget (1991) - Estudiante
- Seeds of Tragedy (1991) - Cholo #2
- Gas Food Lodging  (1992) - Javier
- American Me (1992) - Paulito
- Steel Justice (1992) - Arturo Gómez
- Judgement (1992) - Chico latino
- Full House (1992) - Enrique
- Mi vida loca (1993) - Ernesto
- Airborne (1993) - Snake
- Silent Rain (1993) - Dave Alvers
- Fatal Instinct (1993) - Repartidor de la floristería
- Huck and the King of Hearts (1994) - Pedro
- Happily Ever After: Fairy Tales for Every Child (1995) - Príncipe Luis
- Mi familia (My Family) (1995) - Joven José
- Marea roja (1995) - Hombre del sónar
- Hotel Oasis (1995) - Joven en la venta de libros
- Get Shorty (1995) - Yayo Portillo
- JAG (1995) - Corporal Cortez
- ER (1995) - Diablo
- Malibu Shores (1996) - Benny
- The Pretender (1996) - Javi Padillo
- Selena (1997) - AB Quintanilla
- Romy and Michele's High School Reunion (1997) - Ramón
- Santa Fe (1997) - Jesús
- Clueless (1997) - Ricardo
- Hi-Lo Country (1998) - Delfino Mondragón
- USMA West Point (1998)
- Next Friday (2000) - Joker
- Wall to Wall Records (2000)
- Traffic (2000) - Manolo Sánchez
- Road Dogz (2000) Danny Pacheco
- Off Limits (2001) - Reparto
- Come and Take It (2001) - Miguel
- Dr. Dolittle 2 (2001) - Voz de Pepito
- A dos metros bajo tierra (2001) - Manuel "Paco" Bolin
- Max Steel (2001) - Dr. Roberto Martínez
- She-Bat (2001) - Zer
- Final Breakdown (2002) - Gonzalez
- Dragonfly (2002) - Víctor
- Los Hermanos García (2002) - Chuey
- Watching Ellie (2002) - Miguel
- The Proud Family (2002) - Big Alto
- RFK (2002) - César Chavez
- Kingpin (2003) - Ernesto "El Huevudo" Romo
- Greetings from Tucson (2002-2003) - Ernesto Tiant
- E.D.N.Y. (2003)
- Memoirs of an Evil Stepmother (2004) - Vincent Enano
- CSI: Nueva York (2004) - Luis Torres
- El vuelo del Fénix (2004) - Sammi
- The Wendell Baker Story (2005) - Reyes Morales
- Jarhead (2005) - Juan Cortez
- TV: The Movie (2006) - Segundo policía de Tijuana
- Numb3rs (2006) - Victor Borrego
- La Virgen de Juárez (2006) - Detective Lauro
- Bobby (2006) - Miguel
- The Hills Have Eyes 2 (2007) - Soldado Medina "Crank"
- Una casa patas arriba (2007) - Mike el fontanero
- The Death and Life of Bobby Z (2007) - Jorge Escobar
- Finnegan (2007) - Smash
- Love Lies Bleeding (2008) - Detective Billy Jones
- Sleep Dealer (2008) - Rudy Ramírez
- Moonlight (2007-2008) - Guillermo
- Death Race (2008) - Armado
- Tom 51 (2009)
- Cold Case (2009) - Angelo Rivera
- The Odds (2010) - Sergio Vargas
- Burn Notice (2010) - Omar Hernández
- Devil (2010) - Ramírez
- The Good Guys (2010) - Tico
- Psych (2010) - Juan Lava
- Medium (2011) - Eduardo Garcia
- CSI: Miami (2011) - Félix Medina
- Machine Gun Justice (2011) - J.J. Magnum
- Filmmaker Intervention (2012)
- Gotten (2012) - Pimp
- El Cocodrilo (2012, cortometraje) - Eduardo
- The New Adventures of Old Christine (2012) - Roy
- Kroll Show (2013)
- El mentalista (2013) - Chief Rick Anaya
- Go for Sisters (2013) - Navajas
- Water & Power (2013) - Asunción García
- Cesar Chavez (2014) - Richard Chavez
- Blue TV Series (2013-2014) - Roy
- Heaven Is for Real (2014) - Michael
- Sons of Anarchy (2013-2014) - Montez
- Hand of God (2014) - Julio Farkas
- Colony (2015) - Carlos
- Complications (2015) - Ramon
- In Between the Gutter and the Stars (2014) - Daniel
- Los 33 (2015) - Edison "Elvis" Peña
- The Tell-Tale Heart (2015) - Adams
- Beyond Skyline (2015) - García
- Crossing Point (2016) - Jesús
- The Road Home (2016) - Amigo
- Electric Dreams (2017) - Mario (Episodio: "Real Life")
- Kimi (2022)